# Equació d'estat (cosmologia)
En cosmologia, l'equació d'estat d'un fluid perfecte es caracteritza per un nombre sense dimensions {\displaystyle w}, igual a la proporció de la seva pressió {\displaystyle p} i la seva densitat d'energia {\displaystyle \rho }: 
{\displaystyle w\equiv {\frac {p}{\rho }}}.
Està estretament relacionada amb l'equació d'estat de la termodinàmica i la llei del gas ideal.

## L'equació
L'equació d'estat del gas perfecte es pot escriure com 
{\displaystyle p=\rho _{m}RT=\rho _{m}C^{2}}
on {\displaystyle \rho _{m}} és la densitat de massa, {\displaystyle R} és la constant dels gasos, {\displaystyle T} és la temperatura i {\displaystyle C={\sqrt {RT}}} és una velocitat tèrmica característica de les molècules. Així
{\displaystyle w\equiv {\frac {p}{\rho }}={\frac {\rho _{m}C^{2}}{\rho _{m}c^{2}}}={\frac {C^{2}}{c^{2}}}\approx 0}
on {\displaystyle c} és la velocitat de la llum, {\displaystyle \rho =\rho _{m}c^{2}} i {\displaystyle C\ll c} per un gas «fred».

### Les equacions FLRW i l'equació d'estat
L'equació d'estat es pot utilitzar en les equacions de Friedmann-Lemaître-Robertson-Walker (FLRW) per descriure l'evolució d'un univers isòtrop ple d'un fluid perfecte. Si {\displaystyle a} és el factor d'escala, llavors 
{\displaystyle \rho \propto a^{-3(1+w)}.}
Si el fluid és la forma dominant de matèria en un univers pla, llavors
{\displaystyle a\propto t^{\frac {2}{3(1+w)}},}
on {\displaystyle t} és el temps propi.
En general, l'equació d’acceleració de Friedmann és
{\displaystyle 3{\frac {\ddot {a}}{a}}=\Lambda -4\pi G(\rho +3p)}
on {\displaystyle \Lambda } és la constant cosmològica, {\displaystyle G} és la constant de Newton, i {\displaystyle {\ddot {a}}} és la segona derivada del temps propi del factor d’escala.
Si definim (el que es podria anomenar «efectiva») la densitat d'energia i la pressió com
{\displaystyle \rho ^{\prime }\equiv \rho +{\frac {\Lambda }{8\pi G}}}
{\displaystyle p^{\prime }\equiv p-{\frac {\Lambda }{8\pi G}}}
i
{\displaystyle p^{\prime }=w^{\prime }\rho ^{\prime }}
l'equació d'acceleració es pot escriure com
{\displaystyle {\frac {\ddot {a}}{a}}=-{\frac {4}{3}}\pi G\left(\rho ^{\prime }+3p^{\prime }\right)=-{\frac {4}{3}}\pi G(1+3w^{\prime })\rho ^{\prime }}

### Partícules no-relativistes
L'equació d'estat per a una «matèria» ordinària no-relativista (per exemple, pols freda) és {\displaystyle w=0}, el que significa que la seva densitat d'energia disminueix a mesura que {\displaystyle \rho \propto a^{-3}=V^{-1}}, on {\displaystyle V} és un volum. En un univers en expansió, l'energia total de la matèria no-relativista es manté constant, disminuint la seva densitat a mesura que augmenta el volum.

### Partícules ultra-relativistes
L'equació d’estat per a la «radiació» ultra-relativista (inclosos els neutrins, i en l’univers molt primerenc altres partícules que després es van convertir en no-relativistes) és {\displaystyle w=1/3} el que significa que la seva densitat d'energia disminueix a mesura que {\displaystyle \rho \propto a^{-4}}. En un univers en expansió, la densitat d'energia de la radiació disminueix més ràpidament que l'expansió del volum, perquè la seva longitud d'ona es desplaça cap al vermell.

### L'acceleració de la inflació còsmica
La inflació còsmica i l'expansió accelerada de l'univers es poden caracteritzar per l'equació d'estat de l'energia fosca. En el cas més senzill, l'equació d’estat de la constant cosmològica és {\displaystyle w=-1}. En aquest cas, l'expressió anterior per al factor d'escala no és vàlida i {\displaystyle a\propto e^{Ht}}, on la constant H és el paràmetre de Hubble. Més generalment, l'expansió de l'univers s'està accelerant per a qualsevol equació d'estat {\displaystyle w<-1/3}. De fet, s'ha observat l'acceleració de l'expansió de l’Univers.Segons les observacions, el valor de l'equació d'estat de la constant cosmològica és proper a {\displaystyle -1}.
La hipotètica energia fantasma tindria una equació d’estat {\displaystyle w<-1}, i provocaria un Big Rip. Utilitzant les dades existents, encara és impossible distingir entre fantasma {\displaystyle w<-1} i no-fantasma {\displaystyle w\geq -1}.

### Fluids
En un univers en expansió, els fluids amb equacions d'estat més grans desapareixen més ràpidament que aquells amb equacions d'estat més petites. Aquest és l’origen del problema de la planor i el problema del monopol magnètic del big-bang: en la curvatura és {\displaystyle w=-1/3} i en el monopol és {\displaystyle w=0}, de manera que, si eren a l’època del començament del big-bang, haurien de ser visibles encara avui. Aquests problemes es resolen amb la inflació còsmica que és {\displaystyle w\approx -1}. Mesurar l'equació d’estat de l'energia fosca és un dels esforços més grans de la cosmologia observacional. Mesurant amb precisió {\displaystyle w}, s'espera que la constant cosmològica es pugui distingir de la quinta essència, que és {\displaystyle w\neq -1}.

### Model escalar
Un camp escalar {\displaystyle \phi } es pot veure com una mena de fluid perfecte amb equació d'estat
{\displaystyle {w={\frac {{\frac {1}{2}}{\dot {\phi }}^{2}-V(\phi )}{{\frac {1}{2}}{\dot {\phi }}^{2}+V(\phi )}},}}
on {\displaystyle {\dot {\phi }}} és la derivada temporal de {\displaystyle \phi } i {\displaystyle V(\phi )} és l'energia potencial. Una camp escalar lliure {\displaystyle (V=0)} és {\displaystyle w=1}, i un camp escalar amb energia cinètica que s'esvaeix equival a una constant cosmològica ({\displaystyle w=-1}). Qualsevol equació d'estat entremig, però que no creui barrera coneguda com a línia de divisió fantasma (Phantom Divide Line, PDL) ({\displaystyle w=-1}) és assolible, cosa que fa que els camps escalars siguin models útils per a molts fenòmens de la cosmologia.